# 1985년 해태 타이거즈 시즌
1985년 해태 타이거즈 시즌은 해태 타이거즈가 KBO 리그에 참가한 4번째 시즌으로 김응용 감독이 팀을 이끈 3번째 시즌이다. 팀은 에이스 이상윤이 팔꿈치-어깨 부상으로 허덕여  전기 리그, 후기 리그, 통합 승률 모두 3위를 기록하여 한국시리즈 진출에 실패했다.

## 타이틀
- KBO MVP : 김성한
- KBO 골든글러브 : 김성한 (1루수), 이순철 (3루수)
- KBO 신인상 : 이순철
- 올스타 선발 : 이상윤 (투수), 김무종 (포수), 김성한 (1루수), 김일권 (외야수), 김종모 (외야수), 김봉연 (지명타자)
- 올스타전 추천선수 : 김용남, 강만식, 서정환, 김준환, 송일섭
- 컴투스프로야구 내일은 신인왕 라인업: 이순철 (3루수)
- 컴투스프로야구 80년대 해태 타이거즈 라인업: 강만식 (선발투수), 송일섭 (좌익수)
- 득점 : 이순철 (67)
- 안타 : 김성한 (133)
- 2루타 : 김성한 (29)
- 홈런 : 김성한 (22)
- 루타 : 김성한 (230)
- 장타율 : 김성한 (0.575)
- 선발등판 : 강만식 (37)
- 평균자책점 : 선동열 (1.70)
- 선발 GSC : 강만식 (5월 7일 삼성전, 101)

## 선수단
- 선발투수 : 강만식, 문희수, 이상윤
- 구원투수 : 조도연, 최상주, 황기선
- 마무리투수 : 선동열, 김용남, 방수원, 신태순, 김기철
- 포수 : 유승안, 김무종, 박전섭
- 1루수 : 김성한, 김일환
- 2루수 : 서정환, 장진범, 조충열
- 유격수 : 차영화
- 3루수 : 이순철, 양승호, 김종모
- 좌익수 : 송일섭
- 중견수 : 김일권, 김종윤
- 우익수 : 김준환
- 지명타자 : 김봉연, 임창호, 임정면, 김태업

## 여담
- 5월 26일 롯데 자이언츠와의 경기에서 팀은 10번의 도루를 성공하여 KBO 리그 역대 한 경기 최다 도루 기록을 세웠다.
- 김성한은 6월 2일 OB 베어스와의 경기에서 시즌 처음이자 마지막 세이브를 기록했다. 결과적으로 시즌 1세이브로 KBO 리그 역대 야수 단일 시즌 최다 세이브 기록을 세웠다.
- 김성한은 9월 27일 KBO 리그 사상 최초로 단일 시즌 400타수를 달성했다.
- 김일권은 이 시즌 KBO 리그 역대 단일 시즌 청보 핀토스 상대 최다 도루(19), 최다 도루 실패(7) 기록을 세웠다.
- 이순철은 구단 사상 첫 KBO 신인상 수상자가 되었다.
- 김성한은 구단 사상 최초의 KBO MVP가 되었다.